# ICD-11
ICD-11 er WHO’s nuværende klassificering af anerkendte sygdomme. ICD er forkortelse for International Classification of Diseases and Related Health Problems (dansk: Den Internationale Klassifikation af Sygdomme og Relaterede Helbredsproblemer). Den erstattede den nuværende ICD-10 den 1. januar 2022 som WHO’s standard for kodning af sundhedsoplysninger og dødsårsager. ICD-11 er ikke implementeret i Danmark, men der er planer om en implementering af en modificeret udgave. ICD-11 udvikles og opdateres årligt af Verdenssundhedsorganisationen (WHO).
Udviklingen af ICD-11 startede i 2007 og strakte sig over et årti. Arbejdet involverede over 300 specialister fra 55 lande. med yderligere 10.000 forslag fra mennesker over hele verden. Den endelige version af ICD-11 blev første gang frigivet den 18. juni 2018 og officielt godkendt af alle WHO-medlemmer den 25. maj 2019.

## Ændringer
Der er 4 psykiatriske diagnoser, der bliver tilføjet ved indførelsen af ICD-11:
- Kompleks PTSD
- Forlænget Sorgreaktion
- Binge Eating Disorder, BED
- Gaming Disorder.[4]